# Буза (комуна)
Буза (рум. Buza) — комуна у повіті Клуж в Румунії. До складу комуни входять такі села (дані про населення за 2002 рік):
- Буза (1213 осіб) — адміністративний центр комуни
- Ротунда (176 осіб)

Комуна розташована на відстані 313 км на північний захід від Бухареста, 44 км на схід від Клуж-Напоки.

## Населення
За даними перепису населення 2002 року у комуні проживали 1389 осіб.
Національний склад населення комуни:
| Національність | Кількість осіб | Відсоток |
| -------------- | -------------- | -------- |
| румуни         | 716            | 51,5 %   |
| угорці         | 663            | 47,7 %   |
| цигани         | 10             | 0,7 %    |

Рідною мовою назвали:
| Мова      | Кількість осіб | Відсоток |
| --------- | -------------- | -------- |
| румунська | 722            | 52,0 %   |
| угорська  | 663            | 47,7 %   |
| циганська | 4              | 0,3 %    |

Склад населення комуни за віросповіданням:
| Релігія                             | Кількість осіб | Відсоток |
| ----------------------------------- | -------------- | -------- |
| православні                         | 655            | 47,2 %   |
| реформати                           | 576            | 41,5 %   |
| п'ятдесятники                       | 73             | 5,3 %    |
| адвентисти                          | 69             | 5,0 %    |
| римо-католики                       | 6              | 0,4 %    |
| баптисти                            | 5              | 0,4 %    |
| греко-католики                      | 4              | 0,3 %    |
| лютерани (Аугсбурзького сповідання) | 1              | 0,1 %    |